# Valdemaro II di Danimarca
Valdemaro II di Danimarca, detto il Conquistatore o il Vittorioso o Sejr (9 maggio 1170 – Vordingborg, 28 marzo 1241), fu re di Danimarca dal 1202 fino alla sua morte, e conte di Holstein dal 1203 al 1227.
Il soprannome Sejr è un'invenzione successiva e non è stato usato durante l'esistenza del re.

## Biografia
Egli era il secondogenito di re Valdemaro I e di Sofia di Polack. Nel 1202 l'allora duca Valdemaro, dopo averlo servito per anni, succedette all'anziano fratello Canuto VI, il quale non aveva figli. Egli è annoverato tra i più grandi sovrani di Danimarca. Nel 1204 ottenne il riconoscimento della Norvegia come regno. Nel 1210 cominciò ad estendere l'influenza danese nella crociata contro le ultime tribù pagane sulle opposte rive del Mar Baltico. Il suo merito più importante fu la sottomissione degli Estoni del nord dopo la decisiva battaglia di Lyndanisse che ebbe luogo vicino a Tallinn nel 1219. Secondo la leggenda un panno rosso con una croce bianca cadde dal cielo durante la battaglia, e da quel giorno quel simbolo, chiamato Dannebrog, è la bandiera della Danimarca.
La nazione danese era all'apice della sua grandezza ma nel 1223 Valdemaro venne catturato dal suo vassallo, il conte di Schwerin, il quale lo rilasciò nel 1226, solo a condizione che Valdemaro cedesse la maggior parte delle conquiste in nord Germania.
Nel 1227 il re concluse il trattato con suo nipote Otto I e invase la Germania settentrionale tentando di riconquistare i territori perduti, ma fu sconfitto disastrosamente nella battaglia di Bornhöved il 22 luglio 1227. Tale sconfitta segnò la fine della dominazione danese nel Mar Baltico del sud, ma l'Estonia danese fu conservata.
Valdemaro passò il resto della vita codificando la legge che venne completata poco prima della sua morte: il Codice dello Jutland.

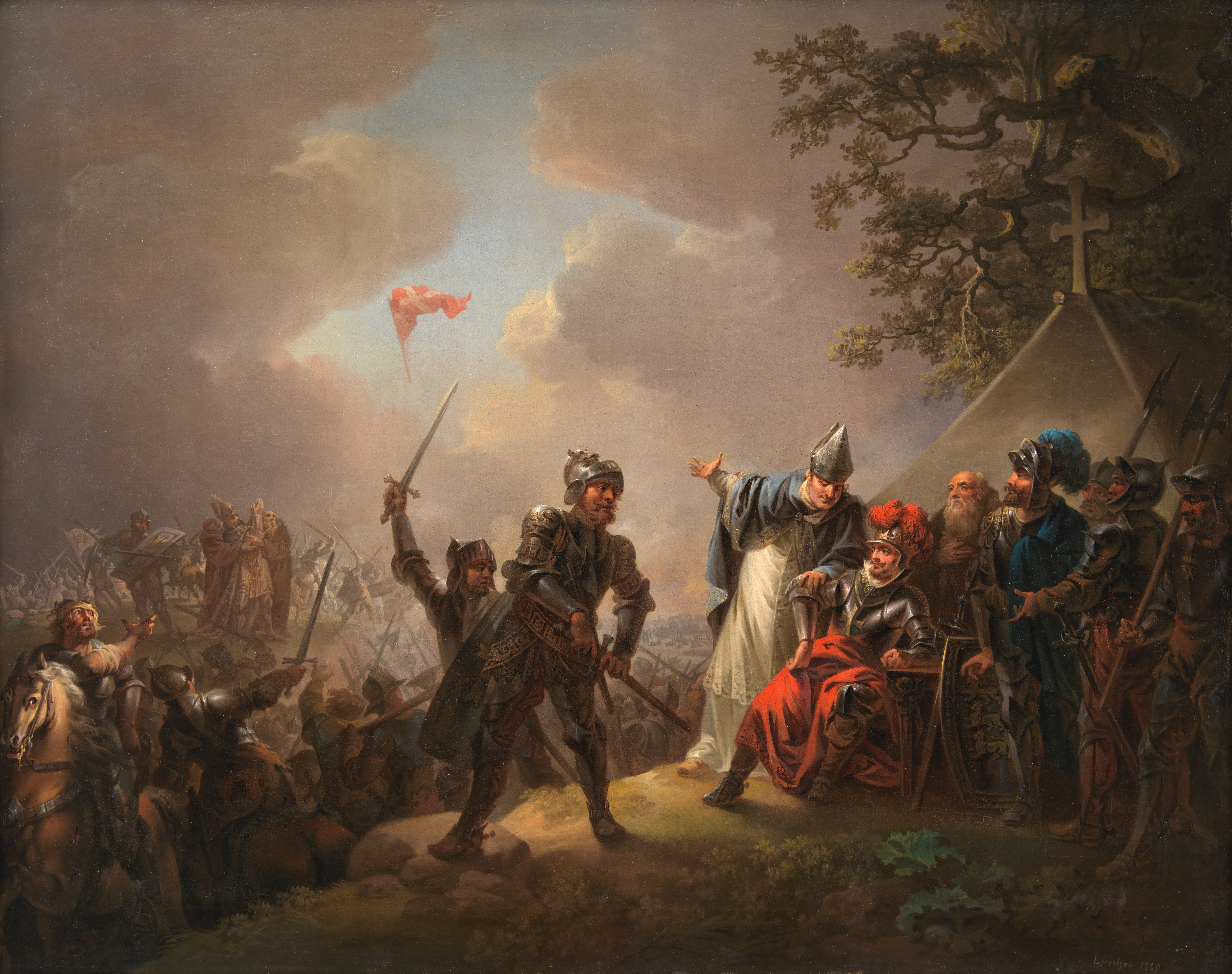
Raffigurazione della battaglia di Lyndanisse e della leggenda della nascita del Dannebrog.

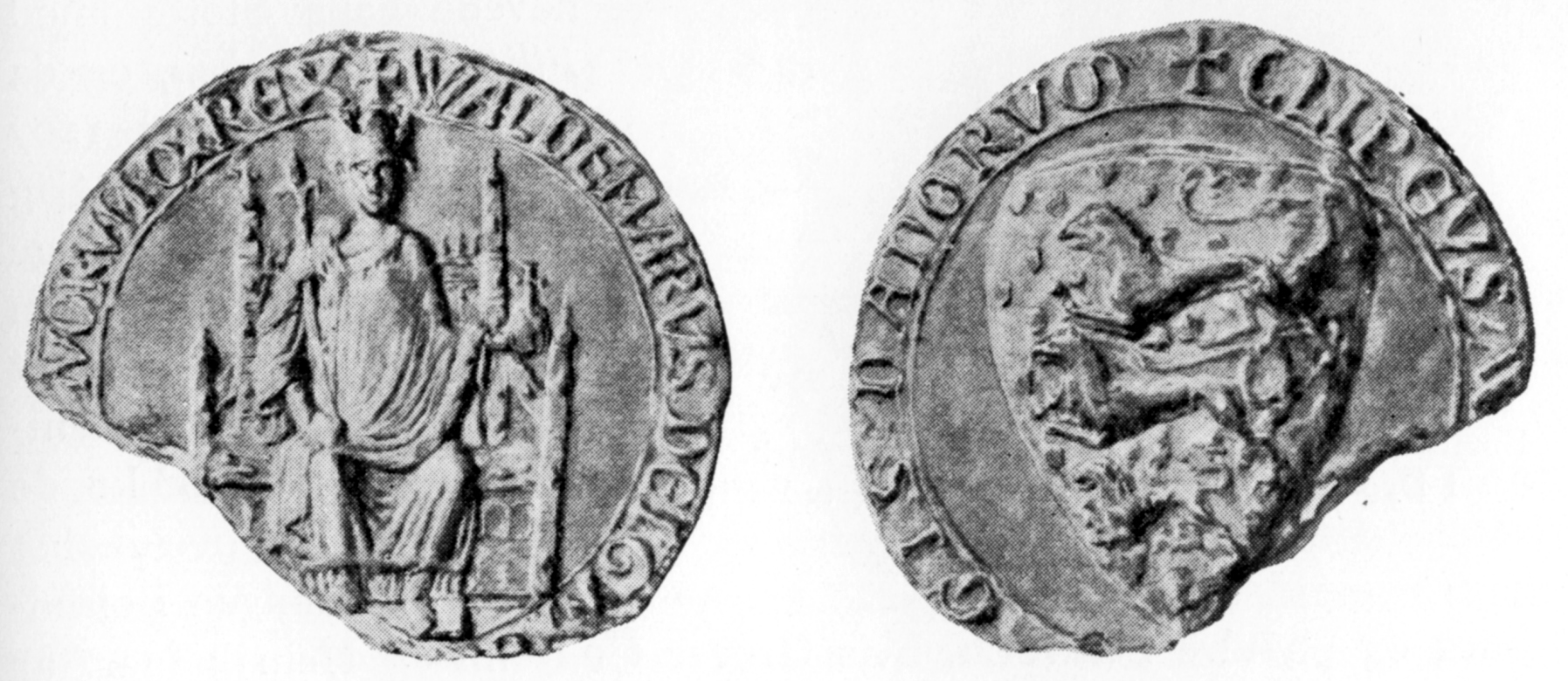
Valdemaro II sulle monete dell' epoca

## Famiglia
Dal breve primo matrimonio con Dagmar di Boemia (nata Margherita), ebbe un figlio:
- Valdemaro, che governò con il padre dal 1218 al 1231 ma gli premorì.

Alla morte di Dagmar, al fine di costruire buone relazioni con le Fiandre, un principato importante commercialmente, il re sposò Berengaria del Portogallo, sorella di Ferdinando, conte di Fiandra, nella cui corte l'orfana Berengaria soggiornò fino al matrimonio. Essi ebbero i seguenti figli:
- Eric IV di Danimarca;
- Abele di Danimarca;
- Cristoforo I di Danimarca;
- Sofia.

Le due regine di Valdemaro giocano un ruolo notevole nelle ballate e nei miti danesi: Dagmar come la delicata, devota e popolare moglie ideale e Berengaria come la donna bella e altezzosa; però entrambe le versioni non sono storicamente confermate.
Re Valdemaro ebbe anche almeno due figli illegittimi:
- Canuto, che fu eletto duca di Reval (Estonia), Lolland e Blekinge, nato da una nobildonna, Elena Guttormsdotter, svedese di nascita e moglie di un importante nobile danese;
- Nicolas (Niels), che venne nominato conte di Halland.

## In memoriam
A causa della sua qualifica di "il re di Dannebrog" e di legislatore, Valdemaro riveste un ruolo centrale nella storia della Danimarca. Ai posteri le guerre civili e la dissoluzione che seguirà dopo la sua morte lo resero l'ultimo sovrano di un periodo d'oro.
Sin dal 1912, il 15 giugno viene ufficialmente chiamato Valdemarstag (il giorno di Valdemaro). La data adesso fa parte del gruppo dei 33 Giorni della Bandiera dove la Dannebrog è innalzata in celebrazione.

## Ascendenza
|                             |                |                         | Genitori                   |  |  | Nonni |  |  | Bisnonni            |  |  | Trisnonni             |  |
|                             |                |                         |                            |  |  |       |  |  | Eric I di Danimarca |  |  | Sweyn II di Danimarca |  |
|                             |                |                         |                            |  |  |       |  |  | Eric I di Danimarca |  |  | Sweyn II di Danimarca |  |
|                             |                | Gunhild Svensdatter     |                            |  |  |       |  |  | Eric I di Danimarca |  |  |                       |  |
| Canuto Lavard               |                |                         |                            |  |  |       |  |  | Eric I di Danimarca |  |  |                       |  |
|                             |                | Bodil Thurgotsdatter    | …                          |  |  |       |  |  |                     |  |  |                       |  |
|                             |                | Bodil Thurgotsdatter    | …                          |  |  |       |  |  |                     |  |  |                       |  |
|                             |                | Bodil Thurgotsdatter    | …                          |  |  |       |  |  |                     |  |  |                       |  |
| Valdemaro I di Danimarca    |                | Bodil Thurgotsdatter    |                            |  |  |       |  |  |                     |  |  |                       |  |
|                             |                | Mstislav I di Kiev      | Vladimir II di Kiev        |  |  |       |  |  |                     |  |  |                       |  |
|                             |                | Mstislav I di Kiev      | Vladimir II di Kiev        |  |  |       |  |  |                     |  |  |                       |  |
|                             |                | Mstislav I di Kiev      | Gytha del Wessex           |  |  |       |  |  |                     |  |  |                       |  |
| Ingeborg Mstislavna di Kiev |                | Mstislav I di Kiev      |                            |  |  |       |  |  |                     |  |  |                       |  |
|                             |                | Cristina Ingesdotter    | Ingold I di Svezia         |  |  |       |  |  |                     |  |  |                       |  |
|                             |                | Cristina Ingesdotter    | Ingold I di Svezia         |  |  |       |  |  |                     |  |  |                       |  |
|                             |                | Cristina Ingesdotter    | Helena                     |  |  |       |  |  |                     |  |  |                       |  |
| Valdemaro II di Danimarca   |                | Cristina Ingesdotter    |                            |  |  |       |  |  |                     |  |  |                       |  |
|                             | Gleb Vseslavič | …                       |                            |  |  |       |  |  |                     |  |  |                       |  |
|                             | Gleb Vseslavič | …                       |                            |  |  |       |  |  |                     |  |  |                       |  |
|                             | Gleb Vseslavič | …                       |                            |  |  |       |  |  |                     |  |  |                       |  |
| Volodar Glebovič            | Gleb Vseslavič |                         |                            |  |  |       |  |  |                     |  |  |                       |  |
|                             |                | Anastasija Jaropolkovna | …                          |  |  |       |  |  |                     |  |  |                       |  |
|                             |                | Anastasija Jaropolkovna | …                          |  |  |       |  |  |                     |  |  |                       |  |
|                             |                | Anastasija Jaropolkovna | …                          |  |  |       |  |  |                     |  |  |                       |  |
| Sofia di Minsk              |                | Anastasija Jaropolkovna |                            |  |  |       |  |  |                     |  |  |                       |  |
|                             |                | Boleslao III di Polonia | Ladislao Herman di Polonia |  |  |       |  |  |                     |  |  |                       |  |
|                             |                | Boleslao III di Polonia | Ladislao Herman di Polonia |  |  |       |  |  |                     |  |  |                       |  |
|                             |                | Boleslao III di Polonia | Giuditta di Boemia         |  |  |       |  |  |                     |  |  |                       |  |
| Rikissa di Polonia          |                | Boleslao III di Polonia |                            |  |  |       |  |  |                     |  |  |                       |  |
|                             |                | Salomea di Berg         | Enrico I di Berg           |  |  |       |  |  |                     |  |  |                       |  |
|                             |                | Salomea di Berg         | Enrico I di Berg           |  |  |       |  |  |                     |  |  |                       |  |
|                             |                | Salomea di Berg         | Adelaide di Mochental      |  |  |       |  |  |                     |  |  |                       |  |
|                             |                | Salomea di Berg         |                            |  |  |       |  |  |                     |  |  |                       |  |